# Олешенка (Ленінградська область)
Олешенка (рос. Олешенка) — присілок у Кіриському районі Ленінградської області Російської Федерації.
Населення становить 6 осіб. Належить до муніципального утворення Будогощенське міське поселення.

## Історія
Згідно із законом від 1 вересня 2004 року № 49-оз органом  місцевого самоврядування є Будогощенське міське поселення.

## Населення
| 1965 | 1997 | 2002 | 2007 | 2010 | 2017 |
| ---- | ---- | ---- | ---- | ---- | ---- |
| 24   | ↘7   | ↘2   | ↘0   | →0   | ↗6   |